# Fred Ainsworth
Fred Ainsworth (29 tháng 6 năm 1894 – 1981) là một cầu thủ bóng đá người Anh thi đấu ở Football League cho Derby County. Ông cũng thi đấu cho Loughborough. Ông sinh ra ở Loughborough và mất năm 1981.